# Kölnska vojna
Kölnska vojna  (nemško Kölner Krieg, Kölnischer Krieg, Truchsessischer Krieg) 1583-1588 je bila verska vojna med katoliki in protestanti, ki je opustošila Kölnsko volilno kneževino, zgodovinsko cerkveno kneževino Svetega rimskega cesarstva na ozemlju sedanjega Severnega Porenja-Vestfalije v Nemčiji. Vojna se je dogajala v kontekstu protestantske reformacije in kasnejše protireformacije in potekala sočasno z nizozemskim uporom proti Španiji in francoskimi verskimi vojnami.
Spopad, imenovan tudi senešalska vojna (Truchsessischer Krieg) ali senešalski prevrat  (Truchsessischer Wirren), je bil preskus načela cerkvenih rezervacij, vključenega v Augsburški verski mir (1555). To načelo je  »rezerviralo« ali izvzelo cerkvena ozemlja v Svetem rimskem cesarstvu iz uporabe načela cuius regio, eius religio – kakršen vladar, takšna vera kot primarnega sredstva za določanje vere nekega ozemlja. Namesto tega je sporazum določal, da mora cerkveni knez, če se spreobrne v protestantizem, odstopiti s svojega položaja, namesto da bi prisilil svoje podložnike v spreobrnitev.
Decembra 1582 je Gebhard von Waldburg, kölnski volilni knez, prestopil v protestantizem. Načelo cerkvene rezervacije je zahtevalo njegov odstop. Von Waldburg je namesto tega razglasil versko enakost za svoje podanike in se leta 1583 poročil z Nežo von Mansfeld-Eislebensko, da bi cerkveno kneževino spremenil v posvetno dinastično vojvodino. Nasprotna frakcija v stolnem kapitlju je na njegovo mesto izvolila drugega nadškofa, Ernsta Bavarskega.
Čete nasprotujočih si kölnskih nadškofov so se sprva bojevale samo za nadzor nad posameznimi deli ozemlja. Več baronov in grofov, ki so imeli ozemlja s fevdalnimi obveznostmi do volilnega kneza, je imelo ozemlja tudi v bližnjih nizozemskih provincah, Vestfaliji, Liegeu in Južni ali Španski Nizozemski. Zapletenost položaja je v lokalni spor vključila podpornike volilnega kneza iz Pfalške in nizozemske, škotske in angleške plačance na protestantski strani ter bavarske in papeške plačance na katoliški strani. Konflikt je sovpadal z nizozemskim uporom 1568–1648, ki je spodbudil sodelovanje uporniških nizozemskih provinc in Špancev. Leta 1586 se je spopad še razširil z neposredno vključitvijo španskih čet in italijanskih plačancev na katoliški strani ter finančno in diplomatsko podporo francoskega kralja Henrika III. in angleške kraljice Elizabete I. na protestantski strani.
Vojna se je končala z zmago katoliškega nadškofa Ernesta, ki je protestantskega nadškofa Gebharda izgnal iz kneževine. Zmaga je utrdila oblast Wittelsbachov v severozahodni Nemčiji in spodbudila katoliški preporod v deželah ob spodnjem Renu. Gledano širše, je konflikt postavil precedens za tuje posege v nemške verske in dinastične zadeve, ki se je na široko pojavil med tridesetletno vojno (1618–1648).